# Rhinoliparis
Rhinoliparis — рід скорпеноподібних риб родини Ліпарисові (Liparidae). Представники роду поширені на півночі Тихого океану. Це невеличкі рибки (бл. 10 см завдовжки), що поширені на глибині до 2500 м.

## Класифікація
Рід містить два види:
- Rhinoliparis attenuatus Burke, 1912
- Rhinoliparis barbulifer C. H. Gilbert, 1896